# Kościół Saint Jean de Montmartre
Kościół Saint Jean de Montmartre, pol. kościół św. Jana w Montmartre – kościół rzymskokatolicki położony w paryskiej 18 okręgu paryskim.
Kościół św. Jana znajduje się u stóp wzgórza Montmartre. Został zbudowany w latach 1894-1904 przez Anatole de Baudot, architekta oraz ucznia Eugène Violleta-le-Duca oraz Henri Labrouste. Kościół został zbudowany w stylu secesyjnym. Na konstrukcję składa się szkielet żelbetowy (po raz pierwszy zastosowany w budynku sakralnym), obudowany cienkimi ścianami zewnętrznymi z cegły. Liczne witraże w kościele zostały zaprojektowane oraz wykończone przez Jaca Gallanda natomiast rzeźby które ozdabiają wnętrze świątyni zostały zbudowane przez Pierre Rochea. 
Organy kościelne zostały zbudowane przez Aristide Cavaillé-Colla w 1852 roku w jego pracowni w Lyonie. Renowacja instrumentów odbyła się w 1979 roku.

## Metro
Najbliższą stacją paryskiego metra jest Abbesses.